# Edgewood Arsenal
Edgewood Arsenal est un centre de recherche de l'armée des États-Unis d'Amérique, dans le Maryland, spécialisé dans les armes chimiques depuis la Première Guerre mondiale.
Plus de 7 000 soldats y ont subi des tests de toutes sortes, dont des tests sur les effets du LSD.
Le 25 mai 1945, une explosion y a tué 12 personnes et blessé plus de 50.